# Sobór Przemienienia Pańskiego w Odessie
Sobór Spaso-Preobrażeński w Odessie (ukr. Одеський Спасо-Преображенський кафедральний собор, Odes'kyj Spaso-Preobrażens'kyj kafedralnyj sobor) – największa cerkiew prawosławna Odessy. Katedra eparchii odeskiej Ukraińskiego Kościoła Prawosławnego Patriarchatu Moskiewskiego.
Sobór znajduje się przy Placu Soborowym 3.

## Historia
Świątynia została wzniesiona w końcu XVIII w. W sierpniu 1794 dokonano uroczystego poświęcenia miejsca pod budowę soboru prawosławnego na Placu Soborowym (ukr. Соборна площа), rok później położony był pierwszy kamień pod budowę cerkwi Św. Mikołaja Cudotwórcy.
W lutym 1800 cerkiew została podniesiona do rangi soboru. Konsekracja miała miejsce 25 maja 1808. Dwukrotnie rozbudowywany (1894, 1900–1903), sobór odeski stał się główną świątynią Noworosji (i jedną z największych w całym Imperium Rosyjskim). Decyzją władz radzieckich zburzony w 1936. Odbudowany w latach 1997–2005. Częściowo zniszczony przez rosyjski atak rakietowy na Odessę w nocy z 22 na 23 lipca 2023 r.
Premier Włoch Giorgia Meloni oświadczyła, że jej kraj jest gotów dołączyć do renowacji katedry, która ucierpiała w wyniku rosyjskiego ataku rakietowego.

## Architektura

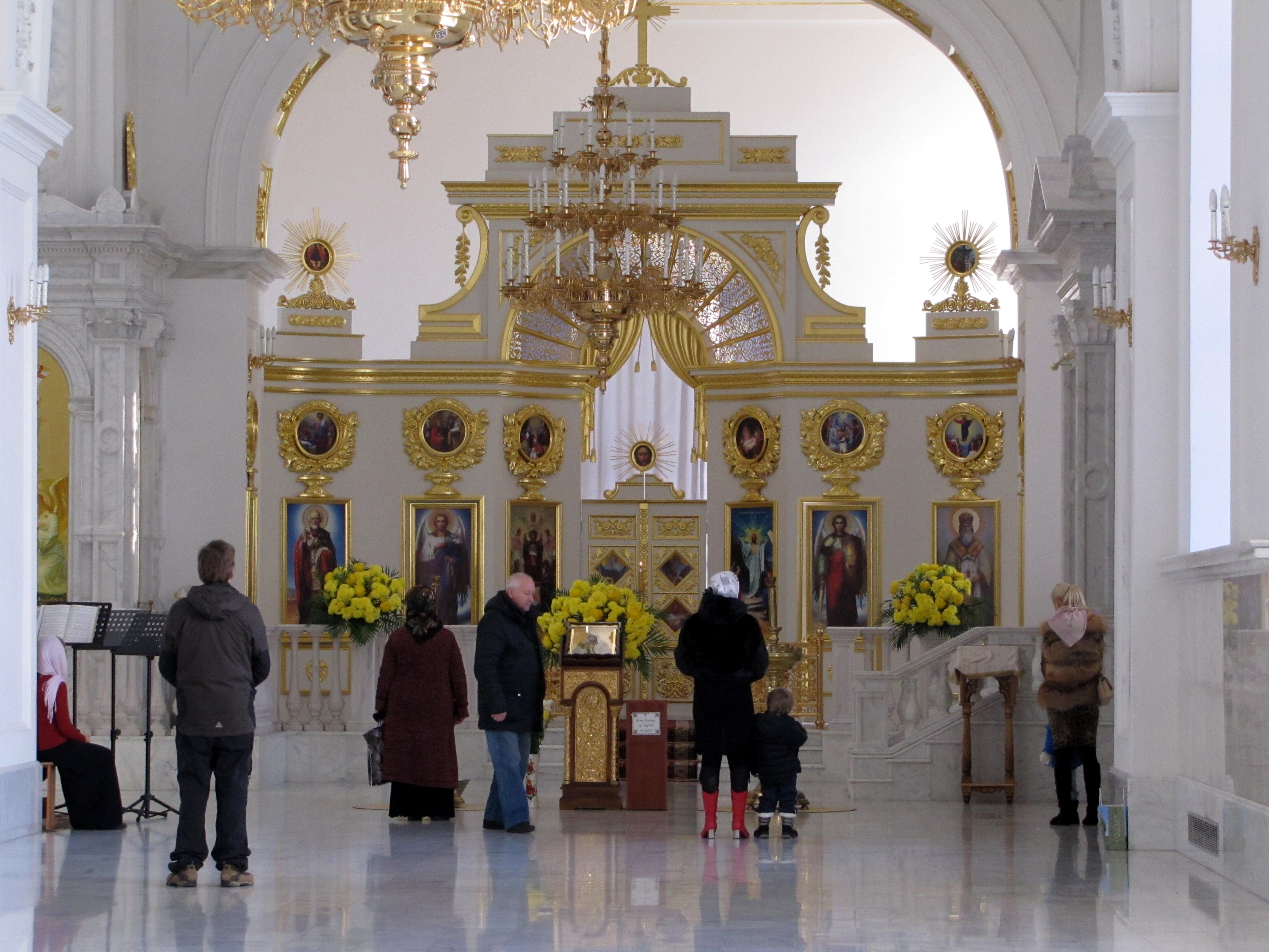
Ikonostas

Budynek murowany, na planie prostokąta. Świątynia może pomieścić ponad 9000 osób. Długość soboru wynosi 90 m, szerokość – 45 m. Od frontu wieża o wysokości 72 m, będąca jednocześnie dzwonnicą. Sobór posiada 23 dzwony (najwięcej ze wszystkich ukraińskich świątyń); największy z nich – ufundowany w 2008 – waży 14,5 t i ma 3 m średnicy.